# 瓦卡
瓦卡（阿美語：Wakah），是台灣阿美族馬太鞍部落神話中的一名戰（獵頭）神，同時也負責照顧死者。

## 身世
瓦卡是神族系譜中的第十四代神靈，出生自獵頭家族，父親是Kaneo、母親是Malai kodats，其家族的祖先可以追溯至第三代的豐收女神瑪希萊（Maslai no tsidal）和情慾與富饒之神奇高希高（Tsigautsigau no tsidal），但也有說法認為他是卡費的兒子、第五代神靈。

## 職責
瓦卡是家族中最擅長獵頭的神、也是地位最高的獵頭神，他負責照顧死者的靈魂，在部分信仰基督化的部落中，他還被稱為「神子（聖子）」。

## 神話
傳說瓦卡跟惡靈（Karish）的祖神阿富阿富魯要（Avoavorojau）是仇敵，雙方曾帶領彼此的部落族人多次征戰，有一次，阿富阿富魯要帶領部落裡的年輕人再度進攻瓦卡，但被瓦卡反過來擊敗、頭被砍下來、年輕人也被消滅殆盡，據說當時一起參加的還有Tabay、Tsalau、Dokoi、Olam、Looh、烏納克（Unak）、阿羅基坦（Arokitau）、卡卡拉萬（Kakalawan）、馬耀（Majau）等神靈。